# Grube Prosa

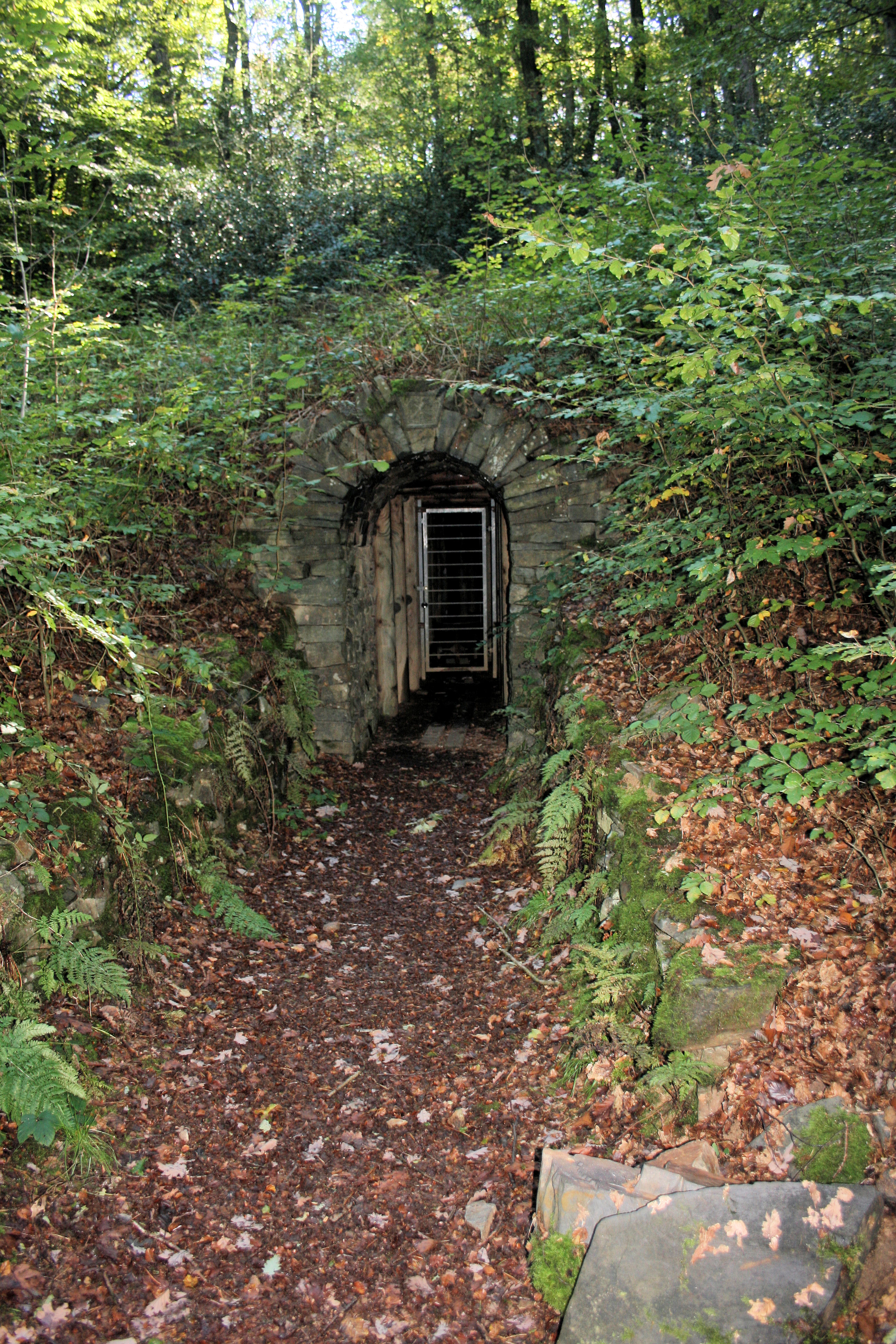
Stollenmundloch

Die Grube Prosa war ein Brauneisensteingang am Eisenberg bei Windeck-Öttershagen. Der Gang wurde im 1884 erstmals erwähnt, ist aber aufgrund der vorgefundenen Technik vermutlich hundert Jahre älter.
Das rekonstruierte Mundloch aus dem 19. Jahrhundert mit polnischem Türstock und Bruchstein ist Teil des Bergbauwanderweges an der Grube Silberhardt.
- Siehe auch: Liste der Erzgruben im Rhein-Sieg-Kreis